# (488431) 2016 XW21
(488431) 2016 XW21 es un asteroide perteneciente al cinturón exterior de asteroides, descubierto el 6 de diciembre de 2010 por el equipo del Spacewatch desde el Observatorio Nacional de Kitt Peak, Arizona, Estados Unidos.

## Designación y nombre
Designado provisionalmente como 2016 XW21.

## Características orbitales
2016 XW21 está situado a una distancia media del Sol de 3,210 ua, pudiendo alejarse hasta 3,764 ua y acercarse hasta 2,655 ua. Su excentricidad es 0,172 y la inclinación orbital 20,36 grados. Emplea 2100,79 días en completar una órbita alrededor del Sol.
Los próximos acercamientos a la órbita de Júpiter se producirán el 21 de junio de 2031, el 22 de octubre de 2042 y el 11 de febrero de 2054.

## Características físicas
La magnitud absoluta de 2016 XW21 es 15,3.